# Thamnochortus fraternus
Thamnochortus fraternus är en gräsväxtart som beskrevs av Neville Stuart Pillans. Thamnochortus fraternus ingår i släktet Thamnochortus och familjen Restionaceae. Inga underarter finns listade i Catalogue of Life.